# Ralph Wilson
Ralph Wilson (n. 24 iunie 1880, Bangor⁠(d), New York, SUA – d. 14 februarie 1930, Newark, New Jersey, SUA) a fost un gimnast artistic ce a reprezentat Statele Unite ale Americii, medaliat olimpic. A participat la o ediție a Jocurilor Olimpice (1904) în care a câștigat o medalie de bronz.

## Participări
Lista de mai jos prezintă principalele competiții la care a participat Ralph Wilson de-a lungul carierei.
- gymnastics at the 1904 Summer Olympics – men's club swinging[*]